# 오세재
오세재(吳世才, 1133년~?)는 고려의 학자·문인이다. 시호는 현정(玄靜), 호는 복양(濮陽), 자는 덕전(德全)이며, 본관은 고창이다.

## 주요 사항
오인정(吳仁正)의 세 명의 아들 중 막내로, 형으로 오세공과 오세문이 있다. 나중에 이지심(李知深)의 사위가 되었다.
1151년(의종5)에 진사시(進士試)에 응시했다. 당시 나이는 19살이었다. 이후 명종 때 과거에 급제했다.
시문(詩文)은 한유와 두보를 본받았으며, 그의 작품들은 소먹이는 아이와 심부름하는 하인들까지 알 정도로 널리 알려졌다.
1185년(명종15)에 18살의 나이었던 이규보와 망년지교(忘年之交)를 맺었다. 당시 그의 나이는 53세였다.
그는 결국 세상에서 쓰이지 못할 것을 알고 아주 떠나 버리려고 했는데, 외할아버지가 동경(東京: 현 경상북도 경주시) 출신이었기 때문에 그곳으로 가려고 했다. 그런데 길이 멀어 어려워서 제고사(祭告使)의 축사(祝史)가 되기를 구해 말을 타고 동경(東京)으로 갔다. 거기에서 살면서 다시 개성으로 돌아오지 않았다. 그러나 그곳에서도 보살펴주는 사람이 없어 가난 속에서 죽었다.

## 참고 자료
- 《고려사》
- 이규보, 《동국이상국집·전집》 권37, 오덕전 선생의 애사
- 〈오인정 묘지명〉(김용선 엮음, 《역주 고려 묘지명 집성 (상)》(개정 3판), 한림대학교출판부, 2021)